# Ruellia delascioi
Ruellia delascioi är en akantusväxtart som beskrevs av D.C. Wasshausen. Ruellia delascioi ingår i släktet Ruellia och familjen akantusväxter. Inga underarter finns listade i Catalogue of Life.